# Edessa cervus
Edessa cervus är en insektsart som först beskrevs av Fabricius 1787.  Edessa cervus ingår i släktet Edessa och familjen bärfisar. Inga underarter finns listade i Catalogue of Life.